# Gedania
Gedania era un collegamento ferroviario notturno operato dalle ferrovie polacche e le ferrovie tedesco orientali, e poi dalle ferrovie tedesche della Germania unità, tra Berlino Lichtenberg e Gdynia via Bernau- Eberswalde–Angermünde-Tantow-Stettino–Koszalin-Słupsk, attraverso la Pomerania.

## Storia
Il servizio è stato attivato nel 1973, quando il servizio notturno tra Gdynia e Stettino venne esteso fino a Berlino Lichtenberg, dopo che nel 1972 vennero riattivati dopo la fine della guerra i collegamenti ferroviari tra la Repubblica Democratica Tedesca e la Polonia. Il servizio, cui a partire dal 1974 è stato dato il nome Gedania, dal nome latino della città di Danzica è rimasto attivo fino al 2000. In composizione sono state presenti dopo il 1993 vetture dirette Berlino Lichtenberg-Kaliningrad e per questo il treno è stato talvolta erroneamente definito come Königsberg Express.
Circolava all'epoca anche una coppia di treni che espletava un servizio giornaliero tra Berlin Ostbahnhof per Świnoujście via Stettino, operato dalle ferrovie polacche e le ferrovie tedesco orientali, la cui numerazione era E310 da Berlino a Świnoujście ed E311 da Świnoujście a Berlino; questi sono stati i primi treni passeggeri che dopo 28 anni hanno viaggiato lungo la linea tra Stettino e Tantow. Dal giugno 1980 i treni 310/311 hanno avuto come destinazione la stazione di Stettino-Niebuszewo e dal giugno 1981, entrambe le coppie hanno avuto come destinazione in Germania la Stazione di Berlino-Lichtenberg, con un servizio giornaliero, ma a causa della situazione politica polacca, negli anni seguenti, l'unico collegamento tra Stettino e Berlino fu fornito da una coppia di treni "Gedania" da e per Gdynia.
Il materiale rotabile era delle ferrovie polacche ad essezione della locomotiva che nel tratto Berlino Lichtenberg-Stettino venne svolto inizialmente dalle locomotive a vapore DR 01 sostituite poi dalle imponenti locomotive diesel gruppo 132 di costruzione sovietica rinominate poi DB 232 quando l'amministrazione ferroviaria delle Deutsche Reichsbahn si fuse con Deutsche Bundesbahn, dando vita a Deutsche Bahn AG; nel tratto Stettino-Gdynia il servizio veniva svolto dalle locomotive EU07 delle ferrovie polacche.
La numerazione del treno era inizialmente E314 da Berlino a Gdynia ed E315 da Gdynia a Berlino. La numerazione venne poi sostituita negli anni novanta con E320 da Berlino a Gdynia ed E321 da Gdynia a Berlino.
Nel maggio 1994, venne istituito un servizio ferroviatio giornaliero, tra Berlino Lichtenberg e Gdynia, via Stettino Kostrzyn e Küstrin-Kietz denominato "Mare Balticum", che nel 1996 estese il suo percorso a Olsztyn e nell'estate 1997 fino a Ełk attraverso Mrągowo e Mikołajki.
Entrambi i treni vennero soppressi nel 2000. Nell'ultimo anno del servizio il treno "Gedania" partiva da Berlino Lichtenberg alle 23.19 e giungeva a Gdynia Głowna alle 6.24 del mattino successivo mentre faceva il percorso inverso partendo da Gdynia Głowna alle 22.32 giungendo a Berlino Lichtenberg alle 5.38 del mattino successivo.